# Burkard Hillebrands

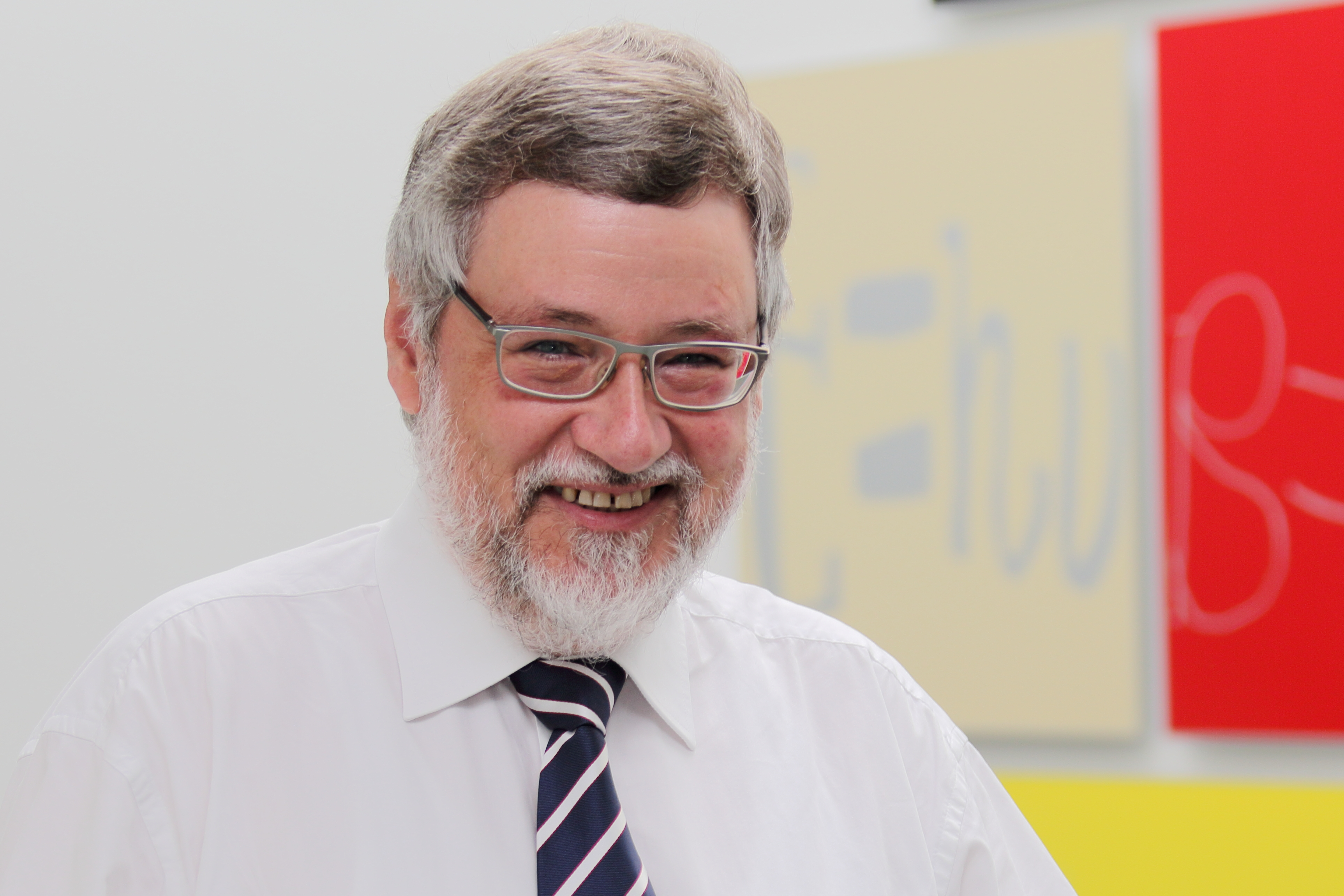
Burkard Hillebrands (2016)

Burkard Hillebrands (* 1957 in Hattingen) ist Experimentalphysiker und Professor für Physik an der Rheinland-Pfälzischen Technischen Universität Kaiserslautern-Landau und Leiter der dortigen AG Magnetismus.

## Akademische Karriere
Burkard Hillebrands studierte von 1977 bis 1982 Physik an der Universität zu Köln und promovierte dort 1986 bei Gernot Güntherodt. Nach einem Postdoc-Aufenthalt am Optical Sciences Center an der University of Arizona (USA) arbeitete Hillebrands von 1988 bis 1994 am 2. Physikalischen Institut der RWTH Aachen. Dort habilitierte er 1993 mit seiner Arbeit „Brillouin light scattering in artificially layered magnetic structures“. 1994 folgte er einem Ruf an das Physikalische Institut der Universität Karlsruhe und wechselte 1995 als Professor an die Universität Kaiserslautern. Von September 2006 bis August 2014 war er dort zudem Vizepräsident für Forschung, Technologie und Innovation. Von Juli 2016 bis März 2018 übernahm er das Amt des Wissenschaftlichen Direktors und Vorstands des Leibniz-Instituts für Festkörper und Werkstoffforschung in Dresden.
Er ist oder war Sprecher oder Vize-Sprecher in verschiedenen koordinierten Initiativen der Deutschen Forschungsgemeinschaft und der Europäischen Gemeinschaft, wie dem deutschen Schwerpunktprogramm „Ultraschnelle Magnetisierungsprozesse“ (2002–2008, Sprecher), den EU-Forschungsnetzwerken „Ultrafast Magnetization Processes in Advanced Devices (ULTRASWITCH)“ (2002–2006), „Spin Current Induced Ultrafast Switching (SPINSWITCH)“ (2004–2010, Sprecher), der japanisch-deutschen Forschungseinheit „ASPIMATT: Advanced Spintronic Materials and Transport Phenomena“ (2010–2015, Vize-Sprecher) und dem transregionalen Sonderforschungsbereich „Condensed Matter Systems with Variable Many-Body Interactions (SFB/TRR 49)“ (2007–2019, Vize-Sprecher). Bis 2021 war er Chair der C9-Kommission der Internationalen Union für Reine und Angewandte Physik (International Union of Pure and Applied Physics, IUPAP). Seit 2016 ist er Vize-Sprecher des Sonderforschungsbereichs/Transregio 173 „Spin+X: Spin in its collective environment“ der Deutschen Forschungsgemeinschaft (DFG). Er ist Mitglied des Landesforschungszentrums für Optik und Materialwissenschaften (OPTIMAS) an der Technischen Universität Kaiserslautern. Seit ihrer Gründung 2016 ist er im Vorstand der European Magnetism Association (EMA) und war 2019 bis 2022 deren Präsident.

## Forschung
Das Forschungsgebiet von Burkard Hillebrands ist die Spintronik. Im Speziellen arbeitet er zur Spindynamik, Magnonik und zu Materialeigenschaften ultradünner magnetischer Filme, Heterostrukturen und Nanostrukturen. Auf dem Gebiet der Spindynamik und Magnonik forscht er vor allem an den Eigenschaften von Spinwellen und deren Quanten, den Magnonen, und deren Einsatz in zukünftigen Anwendungen in der Informationstechnologie, an Magnonengasen, -Kondensaten und magnonischen Supraströmen, an Magnonenkristallen sowie an magnetischen Speichern. Weitere Forschungsinteressen liegen auf Spintransportprozessen, insbesondere auf Phänomenen der Umwandlung zwischen Magnonen-, Spin- und Ladungsströmen (Spin-Hall-Effekte, Spin-Seebeck-Effekte). Spezielles methodisches Interesse hat Hillebrands an der Raum-, Zeit- und Phasen-aufgelösten Brillouin-Lichtstreu-Spektroskopie und an zeit-aufgelösten Kerr Effekten.

## Publikationen
Hillebrands hat neben fünf Patenten und sieben Buchbeiträgen mehr als 425 Publikationen in referierten internationalen Zeitschriften veröffentlicht. Zudem war er Mitherausgeber der Springer TAP Buchreihe Spin Dynamics in Confined Magnetic Structures.

## Auszeichnungen und Ehrungen
- 2004: Fellow des Institute of Physics
- 2005: IEEE Magnetics Society Distinguished Lecturer Award[8]
- 2010: Fellow der der American Physical Society[9]
- 2010: Fellow des Institute of Electrical and Electronics Engineers (IEEE)[10]
- 2010: Akademie der Wissenschaften und der Literatur zu Mainz[11]
- 2016: ERC Advanced Grant
- 2018: Mitglied der Deutschen Akademie der Technikwissenschaften (acatech)
- 2022: Mitglied der European Academy of Sciences (EURASC)[12]
- 2023: Achievement Award der IEEE Magnetics Society[13]